# عین بیضاء حریش
عین بیضاء حریش (به عربی: عین البیضاء حریش) یک شهرداری در الجزایر است که در استان میله واقع شده‌است. عین بیضاء حریش ۱۸٬۵۱۳ نفر جمعیت دارد.